# Proposizione coordinata
Una proposizione coordinata è, all'interno del periodo, una proposizione collegata alla proposizione principale o ad una proposizione subordinata tramite una congiunzione coordinante (e, ma, però, dunque...) o da un segno di punteggiatura debole (virgola, due punti...) Può avere un significato proprio o contenere un'informazione in più che spiega la frase principale (senza per forza dipendere da essa).
Il ruolo della coordinazione consiste dunque nel collegare le proposizioni (o frasi semplici) all'interno di un periodo (o frase complessa).
Per esempio
La mamma chiamò Cappuccetto Rosso e le disse di portare un cestino alla nonna.
La mamma chiamò Cappuccetto Rosso  è la proposizione principale, mentre le disse è la proposizione coordinata (tramite congiunzione e).

## Tipi
Le proposizioni coordinate, per mezzo di congiunzioni, possono essere:
- Copulative:
  - Mi ha chiamato e siamo usciti.
  - Non ti ho mai scritto né ti scriverò.

Sono introdotte dalle congiunzioni copulative affermative e, inoltre o da quelle negative né, neanche, nemmeno, neppure. Queste proposizioni indicano un'aggiunta di informazioni.
- Disgiuntive:
  - A pranzo mangio la pasta oppure la cotoletta.
  - Resti o parti?

Sono introdotte da congiunzioni disgiuntive come o, oppure, sennò, altrimenti. Queste proposizioni indicano una serie di possibilità alternative.
- Avversative:
  - Avevo promesso di venire, ma non ho potuto.
  - Ho un impegno per domani, tuttavia cercherò di venire con te.
  - Vorrei, ma non posso.
  - Preferisco prendere il treno piuttosto che l'aereo.

Sono introdotte da congiunzioni e locuzioni congiuntive avversative come ma, però, tuttavia, eppure, pure, nondimeno, cionondimeno, ciononostante, ciò nonostante, collegando due principali che esprimono due concetti contrastanti.
- Dichiarative (o esplicative):
  - Hai rinunciato alla gara, cioè non ti sei presentato.
  - Tra un po' pioverà, infatti stanno arrivando delle nuvole nere e minacciose.

Sono introdotte da congiunzioni e locuzioni congiuntive esplicative come ossia, cioè, vale a dire, in altre parole, in altri termini, infatti, difatti, che segnalano che la seconda spiega o precisa la prima.
- Conclusive:
  - È arrivata ultima, quindi è giusto che non si vanti.
  - Il telefono mi è finito sotto il pullman, perciò si è rotto.

Sono introdotte da congiunzioni conclusive come dunque, perciò, pertanto, quindi, allora, così, che indicano che tra la prima e la seconda proposizione c'è un nesso di conseguenza.
- Correlative:
  - O parli tu, o parlo io
  - Non solo verrò con voi, ma porterò anche mio fratello.
  - Tanto tuonò che piovve.

Sono introdotte da congiunzioni o locuzioni correlative come né... né, o... o, sia... sia, non solo... ma anche, tanto... quanto.

## Coordinazione
La coordinazione può avvenire tra proposizioni principali (Luca dorme e Marco scrive) o tra proposizioni subordinate (Non usciamo - perché piove e fa freddo). Inoltre può avvenire per:
- Polisindeto (ripetizione della congiunzione):
  - Io parlo e lui ascolta e tu stai zitto.
- Asindeto (proposizioni separate da virgole, senza congiunzioni):
  - Io parlo, lui ascolta, tu stai zitto
- Correlazione: mediante avverbi e pronomi.